# Ashraf Barhom
Ashraf Barhom  (arabe أشرف برهوم, hébreu אשרף ברהום, autres orthographes : Ashraf Barhum, Ashraf Barhoum), né le 8 janvier 1979 à Ma'alot-Tarshiha, est un acteur palestinien originaire de Tarshiha, en Galilée, Israël.
Il a joué dans Paradise Now et La Fiancée syrienne.  En 2007, il a obtenu la reconnaissance de la critique en apparaissant aux côtés de Jamie Foxx dans le film Le Royaume dans le personnage du colonel Faris Al-Ghazi. Il s’est aussi produit dans des films israéliens comme  Ahava Colombianit (Amour colombien) et Lebanon. Il a été remarqué dans le film Agora dans le rôle d’Ammonius, moine parabolani alexandrin du Ve siècle. Dans le remake du film Le Choc des Titans, il joue le bon chasseur Ozal.

## Biographie
Ashraf Barhom a grandi en Galilée, dans le petit village de Tarshiha (actuelle commune de Ma'alot-Tarshiha), en Israël. Il a joué dans de nombreuses pièces de théâtre avant d’entrer à l’université de Haïfa, où il a obtenu un Bachelor of Arts en théâtre et arts. Il a trois sœurs.  De cet héritage ethnique, il a déclaré :

« Nous nous attachons à des identités nationales, puis nous entrons dans un cycle de conflits. Je n’ai pas choisi mon lieu de naissance, ce que je suis ou la façon dont les autres m’appelleraient. Je suis un hybride, d’un point de vue culturel, mais je ne raisonne pas dans ces termes. Je suis plus simple que cela. Je suis un mammifère qui vivra autour de 70 ans, qui croit en Dieu et aime sa  vie. »

## Filmographie
- 2013 : Zaytoun d'Eran Riklis
- 2013 : 300 : La Naissance d'un empire de Noam Murro : le général Bandari
- 2012 : Héritage (Inheritance) de Hiam Abbass : Ahmad
- 2011 : Ennemis jurés (Coriolanus) de Ralph Fiennes :  Cassius
- 2010 : Le Choc des Titans de Louis Leterrier : Ozal
- 2009 : Lebanon de Samuel Maoz (comme Ashraf Barhum) : 1er Phalangiste
- 2009 : Agora d'Alejandro Amenábar : Ammonius
- 2007 : Le Royaume de Peter Berg : Colonel Faris Al Ghazi
- 2005 : Paradise Now de Hany Abu-Assad (comme Ashraf Barhoum) : Abu-Karem
- 2004 : La Fiancée syrienne d'Eran Riklis (comme Ashraf Barhoum) : Marwan
- 2004 : Ahava Colombianit (Amour colombien) de Shay Kanot : Samir

## Théâtre (partiel)
- 2006 : Plonter de Yaeli Ronen, Cameri Theatre, Tel Aviv[3],[4]
- 2002 : La source des agneaux (en hébreu, מעיין הכבשים) mis en scène par Ilan Ronen d’après Fuenteovejuna de Lope de Vega, Cameri Theatre, Tel Aviv, coproduit avec le Haifa Theatre (avec Makram Khoury et Norman Issa)[3],[5]